# 馬來硬骨舌魚
馬來硬骨舌魚（學名：Scleropages inscriptus），又名圖騰龍魚，為輻鰭魚綱骨舌魚目骨舌魚科的其中一種，為熱帶淡水魚，分布於亞洲緬甸塔南泰依河、丹那沙林河流域，與同屬的其他種類差異在於物種的區別在於，眶週骨和鰓蓋骨以及身體兩側的全部或大部分鱗片上密佈著複雜的波浪狀斑紋，棲息在溪流底中層水域，生活習性不明，在當地做為食用魚，但在水族貿易下，可能因過度捕撈在野外滅絕。

## 扩展阅读
維基物種上的相關：馬來硬骨舌魚